# Церковь «Иисус — Господь»
Церковь «Иисус — Господь» (англ. Jesus is Lord Church, JIL Church) — христианская харизматическая церковь на Филиппинах. Ведёт миссионерскую деятельность в 55 странах мира и объединяет 4 миллиона прихожан.
Международная штаб-квартира организации находится в городе Пасиг Манильской агломерации. Национальный (филиппинский) центр церкви расположен в муниципалитете Бокае, провинция Булакан.
На Филиппинах движение имеет поместные церкви в тысяче городах и в 4 тысячах сельских общинах.

## История
Первый пятидесятнический миссионер прибыл на Филиппины из США в 1921 году. В 1926 году в стране начала служение семейная чета миссионеров американских Ассамблей Бога. В конце 1930-х годов в страну вернулись филиппинцы, обращённые в пятидесятничество на служении церкви Четырёхстороннего Евангелия в Лос-Анджелесе.
Основателем и лидером Церкви «Иисус — Господь» является епископ Эдуардо Вильянуэва (брат «Эдди»). Вильянуэва родился 6 октября 1946 года в городе Бокае и был сыном олимпийского спринтера Хоакина Вильянуэва. Эдуардо получил образование в Филиппинском колледже торговли (сейчас — Политихнический университет), стал преподавателем экономики в родном колледже и радикальным политическим активистом, коммунистом, атеистом, выступившим против диктатуры Маркоса. За участие в акциях протеста дважды попадал в тюрьму. В 1973 году Эдуардо Вильянуэва пережил личную «встречу с Богом», после которой стал пятидесятническим проповедником. В 1978 году Вильянуэва организовал церковь «Иисус — Господь», состоявшую первоначально из 15 человек.
В течение короткого времени братство «Иисус — Господь» стремительно распространилось по всей территории Филиппин. К 1988 году церковь объединяла 300 тыс. последователей. В 2001 году число верующих превысило 2 млн.
С середины 1980-х годов движение насаждает церкви среди филиппинской диаспоры — в Гонконге, Сингапуре, Австралии, США. В 1987 году эмигранты из Гонконга основали первую церковь движения «Иисус — Господь» в Канаде. Первая церковь «Иисус — Господь» в Европе была организована в Великобритании, впоследствии появились общины в Норвегии (1992 год), в Швейцарии (1997 год), в Дании (2000 год), Нидерландах, Ирландии.
В настоящее время в США филиалы движения существуют в 10 штатах, 
в Италии действует 56 церквей «Иисус — Господь».

## Вероучение
Вероучение Церкви «Иисус — Господь» выражено в 15 статьях «Декларации веры». Среди них общехристианские представления о триединстве Бога, богодухновенности Библии, божественности Христа. Являясь частью пятидесятнического движения, церковь проповедует крещение Святым Духом, исцеление верой, говорение на иных языках. Среди таинств признаётся водное крещение и вечеря Господня. Отдельным пунктом вероучения церкви является «Царство настоящего времени» — вера в необходимость получения христианами политической власти для решения проблем бедности, несправедливости и проч.

## Участие в политике
Церковь «Иисус — Господь» активно участвует в политической жизни Филиппин. После президентских выборов 1986 года, когда победителем был объявлен действующий президент Фердинанд Маркос, а его соперник Корасон Акино призвала к массовым протестам, епископ Эдуардо Вильянуэва призвал верующих выйти на протест в качестве «миротворцев». Массовые уличные протесты вынудили Маркоса уйти в отставку, а Акино вступила в должность президента.
На президентских выборах в 1992 году основатель церкви Эдди Вильянуэва заявил об «божественном повелении» поддержать Фиделя Рамоса. В результате выборов Рамос стал первым протестантским президентом Филиппин, а Вильянуэва стал его личным капеланом и провёл церемонию «помазания» на президентство.
На президентских выборах в 1998 году церковь «помазала» на президентство Хосе де Винисию, который, однако, занял второе место. На президентских выборах в 2004 году свою кандидатуру выставил руководитель церкви Эдди Вильянуэва, однако набрал 6,16 % голосов. Вильянуэва вновь баллотировался на президентских выборах в 2010 и набрал лишь 3,12 % голосов.